# 松山市立久米小学校
松山市立久米小学校（まつやましりつ くめしょうがっこう）は、愛媛県松山市鷹子町にある公立小学校。

## 概要

### 校区
- 校区は松山市の東部、南は東温市に隣接する久米地区の一部。かつては田園地帯であり、水田が校区面積の多くを占めていた。「久米」という地名は「米がよくとれる場所」というものから由来している（あくまで一つの説）。
- 久米村の松山市への合併以後は都市化が急激に進み、農地が住宅地へと次々と変わっていき人口も急増したため、本校の児童数も急増。一時期は1800名の児童を抱えたマンモス校であったが、そのような大所帯を抱えられるような設備・教室も整っていなかったため、学校はパンク。その結果を受けて、1983年（昭和58年）北久米小学校が福音寺町に開校。それでも児童は増え続けたため、1994年（平成6年）窪田小学校が久米窪田町に開校。現在は児童数1000人前後を推移している。

### 服装
- 私服での登校可能

### 主な進学先
- 松山市立久米中学校

### 規模
- 松山市内の小学校では児童数5位。

### 教育方針
- 生き生きと自己表現し、学び合う子供の育成

## 沿革
- 1890年（明治23年）4月 - 温泉郡久米尋常小学校創立
- 1900年（明治33年）4月 - 校名が変更され温泉郡久米尋常高等小学校となる。
- 1941年（昭和16年）4月 - 校名が変更され温泉郡久米村立久米国民学校となる。
- 1947年（昭和22年）3月 - 校名が変更され温泉郡久米村立久米小学校となる。
- 1955年（昭和30年）5月 - 久米村の松山市編入に伴い、現校名に改称。
- 1966年（昭和41年）5月 - プール落成
- 1969年（昭和44年）4月 - 体育館落成
- 1981年（昭和56年）12月 - 開校以来最大の児童数約1900名を記録。
- 1982年（昭和57年）4月 - 分離新設　北久米小学校　福音寺・北久米・南久米（一部）町分離
- 1989年（平成元年）4月 - 体育館・プール新築落成
- 1990年（平成02年）9月 - 創立100周年
- 1994年（平成06年）4月 - 分離新設　窪田小学校　来住（一部）・平井・高井・久米窪田町分離
- 2000年（平成12年）4月 - パソコン室改装工事完了
- 2010年（平成22年）9月 - 創立120周年
- 2011年（平成23年）9月 - 南校舎改装工事完了
- 2013年（平成25年）2月 - ビオトープ完成